# Municipio de Iowa (condado de Allamakee)
El municipio de Iowa (en inglés: Iowa Township) es uno de los dieciocho municipios ubicados en el condado de Allamakee en el estado estadounidense de Iowa. En el año 2000 el municipio tenía una población de 765 habitantes y una densidad poblacional de 8,6 personas por km². El municipio contiene una ciudad en su territorio, New Albin, que es la más nororiental del estado, junto a la frontera con Minnesota.

## Geografía
El municipio de Iowa se encuentra ubicado en las coordenadas 43°28′19″N 91°17′49″O / 43.47194, -91.29694..